# Makový olej

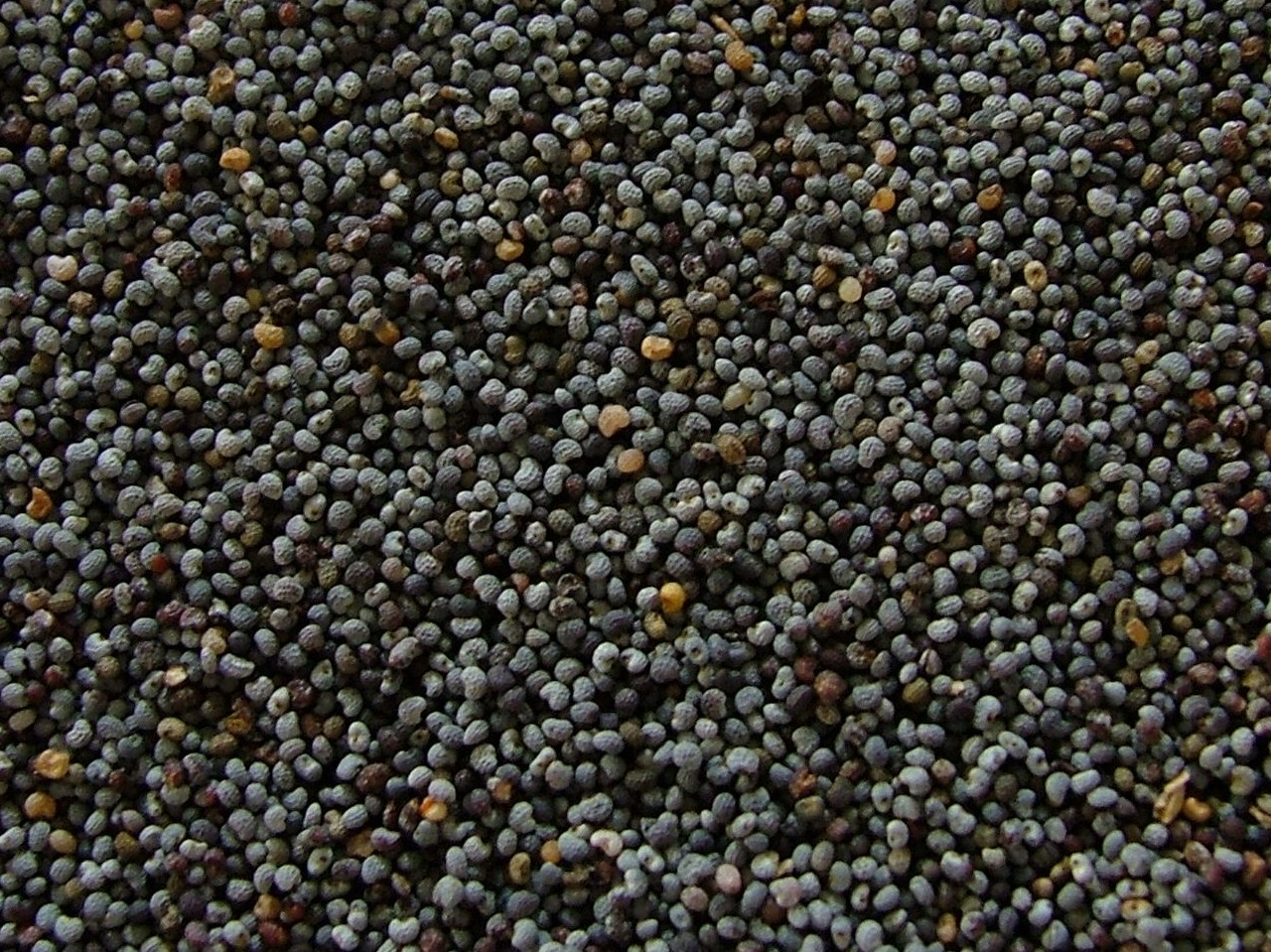
Semena nepotravinářského máku (zdroj makového oleje)

Makový olej (též olej z makových semen) je jedlý rostlinný olej získávaný ze semen máku (zejména máku setého, Papaver somniferum).
Semena máku obsahují 45-50 % oleje. Makový olej je dobře stravitelný, obsahuje velké množství vitaminu E a nemá žádné omamné účinky.[zdroj?] Makové semeno obsahuje zvlášť vysoké dávky jiných tokoferolů, než je vitamin E (alfa-tokoferol). V porovnání s jinými rostlinnými oleji obsahuje jen mírné množství fytosterolů, vyšší než sójový a arašídový olej, avšak nižší než olej světlicový, sezamový, kukuřičný či oleje z pšeničných klíčků a z rýžových otrub. Makový olej má slabou nebo žádnou vůni a příjemnou chuť a žlukne pomaleji než jiné oleje.

## Použití
Používá se v potravinářství. Dalšími oblastmi použití je zvláčňování kůže, výroba barev, laků a mýdel.
Patří mezi zasychající oleje. V olejových barvách se obvykle využívá lněný olej. Malíři však často preferují olej ořechový nebo makový, každý z olejů se využívá pro jiné účely. Používá se hlavně v bílých barvách. Do konce 19. století, než se takové barvy začaly prodávat předem připravené v tubách, si je malíři vyráběli sami.
Zasychá mnohem pomaleji (5 - 7 dní) než olej lněný (3 - 5 dní). Proto by se neměl používat pro podkladovou vrstvu a nemělo by se malovat barvami se lněným olejem přes vrstvu barev s makovým olejem.
Je základem lipiodolu, radiokontrastní látky používané v lékařské radiologii.

## Historie
Průmyslový manuál z počátku 20. století tvrdí, že přestože pěstování máku na opium bujelo v Eurasii, většina světové produkce makového oleje pocházela z Francie a Německa, které dovážely mák z jiných zemí. V letech 1900 - 1911 vyrobily uvedené dva státy cca 60 000 tun oleje ročně. Makový olej se tehdy využíval hlavně do salátů a byl často pančován sezamovým nebo oříškovým olejem pro zlepšení chuti oleje ze skladovaných (žluklých) semen. Naopak makový olej se používal k pančování oleje olivového nebo oleje z broskvových jader.